# Розалін Картер
Елеонора Розалін Картер (англ. Eleanor Rosalynn Carter, до шлюбу Сміт; нар. 18 серпня 1927 — пом. 19 листопада 2023) — перша леді США з 20 січня 1977 по 20 січня 1981 року, політична активістка, правозахисниця, феміністка та письменниця. Дружина 39-го президента США Джиммі Картера. Одна з найпопулярніших Перших леді після Другої світової, займає п'яте місце в списку найвпливовіших перших леді.

## Життєпис
Елеонора з батьками й трьома молодшими сестрами жила на фермі неподалік селища Плейнс. Дитинство її проходило в ізоляції й захищеності від зовнішнього світу. Батько, Вілбі Едгар Сміт, був фермером і підробляв водієм шкільного автобуса. Також у нього була автомайстерня. Мати, Франсіс Еллет, була домогосподаркою і виховувала дочок.
У 6 років Розалін вперше побачила Білий дім у Вашингтоні й навіть пообідала з президентом Гербертом Гувером і його дружиною.
Коли Розалін було 13 років, батько помер від лейкемії, і вона довгий час звинувачувала себе, вважаючи, що Бог покарав її родину за їхні гріхи. Але, не знайшовши причин для Божого гніву, Розалін стала сумніватися в справедливості Всевишнього. Вона регулярно відвідувала недільну школу, але після одруження звернулася до баптизму, як і її чоловік.
У 1944 році закінчила середню школу і вступила до коледжу Соусвестенін Амерікус, де навчалася два роки. Там познайомилася з Джиммі Картером, на другому курсі закохалася в нього. В 1945 році Джиммі й Розалін зустрілися на пікніку, який влаштувала сестра Джиммі Рут, що знала про почуття Розалін. Па цьому пікніку Джиммі звернув увагу на Розалін.
Побралася пара 17 липня 1946 року в церкві у Плейнзі, медовий місяць провели в будиночку друзів у Північній Кароліні. У подружжя четверо дітей — Джон Вільям (1947), Джеймс Ерл (1950), Доннел Джеффрі (1952) і Емі Лінн (1967).

## Політична діяльність
У 1966 році чоловік Розалін вирішив висунути свою кандидатуру на пост губернатора Джорджії. Розалін брала активну участь у його передвиборній компанії. Ці вибори він програв, та в 1970 році повторив спробу і виграв. Розалін стала першою леді Джорджії.
У 1975 році Картер почав замислюватися про висунення своєї кандидатури на пост президента. Підтримавши наміри чоловіка, Розалін почала брати активну участь у передвиборній кампанії, агітуючи на його користь у своїх поїздках країною. Перемігши на виборах, Картер приніс президентську присягу 20 січня 1977 року.
Хоча Розалін Картер підтримувала політичний курс чоловіка, в деяких важливих питаннях дотримувалася принципової розбіжності. Так, на відміну від нього, вона виступала проти смертної кари й висловлювалася за право жінок самим розв'язати питання, пов'язані з вагітністю.
Розалін Картер представляла інтереси чоловіка в закордонних поїздках і на зустрічах з іноземними лідерами. У 1977 році вона відвідала у якості дипломатичної представниці Латинську Америку. У 1979 році очолила делегацію в Таїланд, спрямовану на розв'язання проблем, пов'язаних з камбоджійськими й лаоськими біженцями. Також вона була активною пропоненткою Поправки про рівні права (законопроєкту про рівні права жінок, що у результаті так і не був прийнятий).
У 1980 році Картер програв на президентських виборах Рональду Рейгану. Однак, залишивши Білий дім, Розалін Картер не залишила політику. У 1982 році вона співзаснувала правозахисну організацію Центр Картера, а в 1987 році заснувала Інститут піклування, що зосередив роботу на турботі про людей з хронічними захворюваннями, інвалідністю, обмеженнями, пов'язаними віком, та іншими проблемами.
Розалін Картер вважають однією з найпопулярніших Перших леді після Другої світової війни, вона займає п'яте місце в списку найвпливовіших дружин президентів.
Померла 19 листопада 2023 року у власному будинку.

## Книги
Розалін Картер написала п'ять книг:
- First Lady from Plains (автобіографія), 1984, ISBN 1-55728-355-9
- Everything to Gain: Making the Most of the Rest of Your Life (із Джиммі Картером), 1987, ISBN 1-55728-388-5
- Helping Yourself Help Others: A Book for Caregivers (із Сюзан К. Голант), 1994, ISBN 0-8129-2591-2
- Helping Someone with Mental Illness: A Compassionate Guide for Family, Friends, and Caregivers (із Сюзан К. Голант), 1998, ISBN 0-8129-2898-9
- Within Our Reach: Ending the Mental Health Crisis (Сюзан К. Голант і Катрин Е. Кейд), 2010, ISBN 978-1-59486-881-8